# Pemulihan
Pemulihan is een bestuurslaag in het regentschap Lampung Selatan van de provincie Lampung, Indonesië. Pemulihan telt 1438 inwoners (volkstelling 2010).